# Рангел Ігнатов
Рангел Георгієв Ігнатьєв, болг. Рангел Игнатов (*5 грудня 1927, Пловдив) — болгарський письменник, драматург і сценарист.
Рангел Ігнатов народився 5 грудня 1927 року в Пловдиві. Закінчив НВАУ Георгія Дімітрова за спеціальністю болгарська філологія. Пише романи («Прощавай, любов», «Розгніване сонце»), новели («Покійник») і п'єси («Суд честі»).

## Фільмографія
- Світанок над Дравою (1974)
- Біла Одісея (1973)
- Цитадель відповідей (1970)
- Маленьке небо на трьох (1965)